# Trautmannsdorf an der Leitha
Trautmannsdorf an der Leitha é um município da Áustria localizado no distrito de Bruck an der Leitha, no estado de Baixa Áustria.